# Tipula fattigiana
Tipula fattigiana är en tvåvingeart som beskrevs av Alexander 1944. Tipula fattigiana ingår i släktet Tipula och familjen storharkrankar. Inga underarter finns listade i Catalogue of Life.